# Lasse Vibe
Lasse Vibe (ur. 22 lutego 1987 w Aarhus) – duński piłkarz grający na pozycji prawego pomocnika lub napastnika.

## Kariera klubowa
Swoją karierę piłkarską Vibe rozpoczął w klubie AIA-Tranbjerg. Trenował także w juniorach Aarhus GF, a w latach 2005–2008 był zawodnikiem rezerw tego klubu. W 2009 przeszedł do FC Fyn. W sezonie 2008/2009 awansował z nim do 1. division. W 2010 odszedł z Fyn do FC Vestsjælland. Grał w nim w 1. division do końca 2011.
Na początku 2012 Vibe został zawodnikiem występującego w Superligaen zespołu SønderjyskE Fodbold. Zadebiutował w nim 4 marca 2012 w przegranym 0:1 wyjazdowym meczu z Brøndby IF. W SønderjyskE występował do końca sezonu 2012/2013.
W lipcu 2013 Vibe został zawodnikiem IFK Göteborg. W Allsvenskan swój debiut zaliczył 28 lipca 2013 w przegranym 2:4 domowym meczu z Helsingborgs IF. W sezonach 2014 i 2015 wywalczył z IFK dwa wicemistrzostwa Szwecji. W sezonie 2014 z 23 golami został królem strzelców szwedzkiej ligi. 17 maja 2015 wystąpił w wygranym 2:1 finale Pucharu Szwecji z Örebro SK, w którym strzelił gola.
W lipcu 2015 Vibe odszedł z IFK do Brentfordu. Swój debiut w Football League Championship zaliczył 8 sierpnia 2015 w zremisowanym 2:2 domowym meczu z Ipswich Town.
W 2018 Vibe przeszedł do Changchun Yatai. Rok później wrócił do IFK Göteborg. W 2020 przeszedł do FC Midtjylland, z którym w tym samym roku zdobył mistrzostwo Danii. W sezonie 2020/21 wywalczył wicemistrzostwo kraju. Po tym sezonie ogłosił zakończenie kariery piłkarskiej.
| Sezon   | Klub                | Kraj    | Rozgrywki    | Mecze | Gole |
| ------- | ------------------- | ------- | ------------ | ----- | ---- |
| 2008/09 | FC Fyn              | Dania   | 2. division  | 15    | 5    |
| 2009/10 | FC Fyn              | Dania   | 1. division  | 30    | 7    |
| 2010/11 | FC Vestsjælland     | Dania   | 1. division  | 29    | 11   |
| 2011/12 | FC Vestsjælland     | Dania   | 1. division  | 14    | 6    |
| 2011/12 | SønderjyskE Fodbold | Dania   | Superligaen  | 14    | 6    |
| 2012/13 | SønderjyskE Fodbold | Dania   | Superligaen  | 33    | 13   |
| 2013    | IFK Göteborg        | Szwecja | Allsvenskan  | 14    | 2    |
| 2014    | IFK Göteborg        | Szwecja | Allsvenskan  | 26    | 23   |
| 2015    | IFK Göteborg        | Szwecja | Allsvenskan  | 16    | 6    |
| 2015/16 | Brentford           | Anglia  | Championship | 41    | 14   |
| 2016/17 | Brentford           | Anglia  | Championship | 34    | 15   |
| 2017/18 | Brentford           | Anglia  | Championship | 19    | 7    |
| 2018    | Changchun Yatai     | Chiny   | Super League | 11    | 1    |
| 2019    | IFK Göteborg        | Szwecja | Allsvenskan  | 20    | 5    |
| 2019/20 | FC Midtjylland      | Dania   | Superligaen  | 13    | 2    |
| 2020/21 | FC Midtjylland      | Dania   | Superligaen  | 7     | 1    |

Stan na: 1 lipca 2021

## Kariera reprezentacyjna
W reprezentacji Danii Vibe zadebiutował 3 września 2014 w przegranym 1:2 spotkaniu towarzyskim z Turcją, rozegranym w Odense. W 64. minucie tego meczu zmienił Thomasa Kahlenberga. W 2016 został powołany na Igrzyska olimpijskie, na których wystąpił w czterech spotkaniach. Łącznie w pierwszej reprezentacji Danii wystąpił w 11 spotkaniach, w których zdobył jedną bramkę.